# Tomasz Poprawski
Tomasz Poprawski (ur. 15 maja 1976 w Ostrowie Wielkopolskim) – polski żużlowiec.
Licencję żużlową zdobył w 1992 roku. Sport żużlowy uprawiał do 2004 roku, reprezentując kluby Iskra Ostrów Wielkopolski (1992–1994, 1996, 2000–2003), Polonia Bydgoszcz (1995, 1997–1999) oraz Kolejarz Rawicz (2004).
Trzykrotny medalista drużynowych mistrzostw Polski: dwukrotnie złoty (1997, 1998) oraz brązowy (1995). Dwukrotny finalista młodzieżowych indywidualnych mistrzostw Polski (Rzeszów 1995 – jako rezerwowy, Częstochowa 1997 – X miejsce). Dwukrotny finalista turniejów o "Srebrny Kask" (Zielona Góra 1996 – jako rezerwowy, Leszno 1997 – X miejsce). Trzykrotny finalista turniejów o "Brązowy Kask" (Tarnów 1993 – jako rezerwowy, Piła – XVI miejsce, Lublin 1995 – II miejsce).